# Flughafen Sebring

i7
i11
i13
Der Sebring Regional Airport (IATA-Code: SEF, ICAO-Code: KSEF)  ist ein Flughafen, der sich 11 km südöstlich von Sebring im Highlands County im US-Bundesstaat Florida befindet. Er liegt auf einer Seehöhe von 19 m und hat zwei Asphaltlandepisten mit 1595 m und 1520 m Länge, und jeweils 30 m Breite. Er wird als Einrichtung für allgemeinen Luftverkehr eingestuft und hat derzeit keinen regelmäßigen Linienverkehr.

## Geschichte
Der Sebring Regional Airport wurde ursprünglich 1940 als Hendricks Field gebaut, eine B-17 Flying Fortress Besatzungsausbildungsbasis des US Army Air Corps, später der US Army Air Forces. Der erste Flug fand 1942 statt. Im Jahre 1946 wurde das Hendricks Field in Sebring Air Terminal umbenannt und begann mit ziviler Nutzung.
Im Dezember 1950 fand hier auf den Landepisten das erste Autorennen statt, ab 1952 das jährliche 12-Stunden-Rennen von Sebring.

## Flugbetrieb
Im Jahre 2020 haben 72.670 Flugbewegungen stattgefunden, davon 29.795 lokale Bewegungen, 42.475 Zwischenlandungen und 411 militärische Flüge. 65 einmotorige und 20 zweimotorige Turboprop-Flugzeuge, 3 Jetflugzeuge und 9 Helikopter waren 2020 hier stationiert.